# Ivan Sajenko
Ivan Ivanovitj Sajenko (på russisk Иван Иванович Саенко) (født 17. oktober 1983 i Maslovka, Sovjetunionen) er en tidligere russisk fodboldspiller, der spillede som venstre kant. Han spillede i sin karriere for blandt andet de tyske klubber Karlsruhe og FC Nürnberg samt i hjemmelandet hos Spartak Moskva og Fakel Voronesj.

## Landshold
Sajenko nåede i sin tid som landsholdspiller (2006-2008) at spille 13 kampe for det russiske landshold, som han debuterede for den 11. oktober 2006 i et opgør mod Estland. Han var efterfølgende en del af det hold der nåede semifinalerne ved EM i 2008.